# Бранко Миљковић или Песников узлет
Бранко Миљковић или Песников узлет је дело које је написао Видосав Петровић у знак сећања на свог дугогодишњег пријатеља, песника Бранка Миљковића. Петровић се потрудио да на сликовит начин прикаже Миљковићев живот, као и његову песничку појаву, њено настајање, развој, узлет и трагични свршетак. Књига је првобитно објављена 1988. године, а последње допуњено издање, четврто по реду, је изашло 2014. године.

## О писцу
Видосав Петровић (1936–2017) је био српски књижевник, публициста и културни радник. Рођен је у Нишу, где је и завршио гимназију. Преселивши се у Београд започео је студирање на Филозофском факултету на ком је дипломирао југословенску и светску књижевност 1960. године. Припадао је оној групи писаца која се налазила у жижи културног живота Ниша, чије је језгро било формирано око Бранка Миљковића, још у гимназијским данима у књижевној дружини Његош. За прво издање мемоарско-биографске књиге Бранко Миљковић или Песников узлет додељена му је Октобарска награда града Ниша.